# Narciso Monturiol
Narciso Monturiol Estarriol (Figueras, 28 de septiembre de 1819 - San Martín de Provensals, 6 de septiembre de 1885), fue un ingeniero, intelectual, político, pintor e inventor español. El resultado de sus pruebas se recoge en su obra póstuma, Ensayo sobre el arte de navegar por debajo del agua, editado en 1891. Es reconocido, junto con Cosme García Sáez, Isaac Peral y Antonio Sanjurjo, como pionero de la navegación submarina mundial.

## Biografía
Nació en el seno de una familia de artesanos; su padre era botero, y el negocio paterno le dio la oportunidad de conocer los procedimientos relacionados con la impermeabilidad. Terminados los estudios secundarios de filosofía en Cervera en 1838 se trasladó a Barcelona para estudiar derecho en la Universidad de Barcelona, donde se licenció en 1845. En 1846 se casó con su esposa Emilia Mata con la que tuvo ocho hijos, de los cuales tres murieron antes de llegar a la edad adulta; dos hijas de 15 y 17 años de tuberculosis.

### Actividad política y editorial

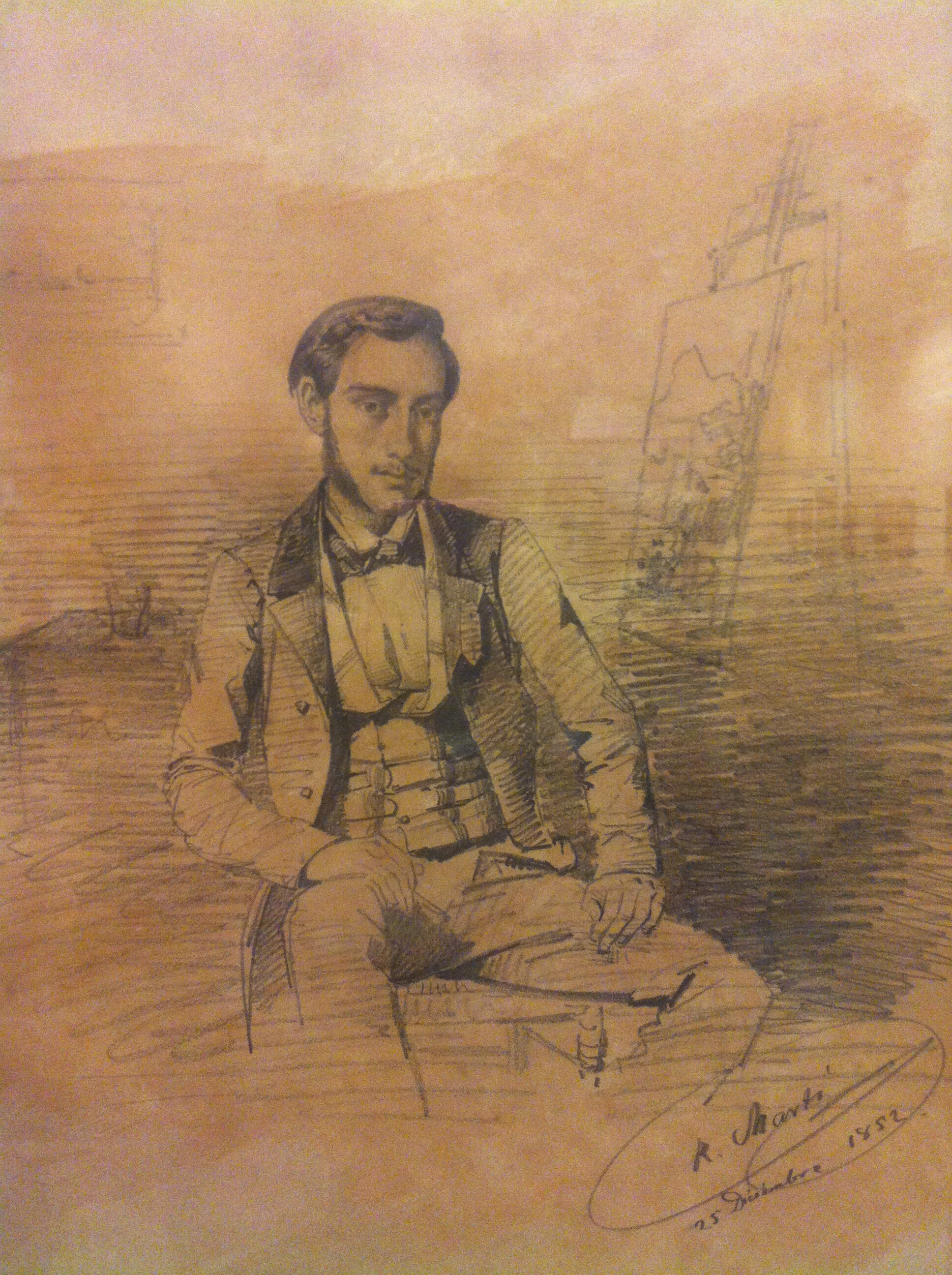
Retrato de Narciso Monturiol, por Ramón Martí Alsina (Museo del Empordà).

En lugar de ejercer su profesión, prefirió dedicarse en principio a la política, y más tarde a la ciencia y la técnica. En  1842, plenos estudios, trabajaba ya de tipógrafo y periodista en el periódico El Republicano, del grupo republicano liderado por Abdón Tarredas.
En un primer momento se interesó por el socialismo utópico, y en particular por las ideas de Étienne Cabet, con el que mantuvo correspondencia. Según Josep Puig Pujades, escritor de su primera biografía, Monturiol se alistó en sus primeros años en Barcelona en la Milicia Nacional, que defendía los ideales constitucionales y antiautoritarios. Sus actividades políticas lo llevarían al exilio o a ser juzgado en diversas ocasiones a lo largo de su vida.
Junto con Abdón Terradas, Anselmo Clavé, Ceferino Tresserra, Ildefonso Cerdá y otros republicanos fundaron entre 1846 y 1847 una comunidad denominada Icaria en el barrio de Poblenou, del antiguo municipio de Sant Martí de Provensals, siendo una de las principales representantes de la corriente cabetiana en España. En 1846 se casó con su esposa Emilia y tras aprender el oficio de cajista, fundó en 1847 una imprenta denominada Librería Oriental en La Rambla de Barcelona desde la que divulgó los ideales icarianos, en particular a través de la revista La Fraternidad (1847-1848), primera publicación periódica comunista española. En sus páginas publicó una traducción al español de la novela de Cabet de 1840 Voyage et aventures de lord William Carisdall en Icarie, como El Viaje a la Icaria (1848) entre él y su amigo Francisco José Orellana, para impulsar posteriormente la creación de una comunidad cabetiana en Barcelona, con el nombre de la isla que inspiró la novela. También fundó la revista La Madre de Familia (1846), en la que difundió los aspectos más conservadores del comunismo igualitario de Cabet; y coeditó, con Juan Landa, la serie Hombres y mujeres célebres de todos los tiempos.
Tras la proclamación de la Segunda República Francesa en febrero de 1848, el 19 de marzo se publicó un artículo en La Fraternidad denominado Europa y la Revolución que fue denunciado, y que llevó al cierre del periódico. Monturiol debió exiliarse en Francia, donde participó en la fundación de la Junta Democrática de Terradas, dedicada a la financiación de la insurrección democrática en España. Aunque a escondidas visitó a su familia en 1848, no fue hasta que en 1849, acogido a una amnistía, regresó a Barcelona para fundar una nueva revista, El Padre de Familia (1849-1850), con el lema «instruíos, moralizaos» destinada a elevar el nivel cultural de las clases desfavorecidas. En 1850 el gobierno le impuso una multa de 500 reales que no pudo pagar, por lo que le fue embargada la imprenta deteniendo su activismo editorial. También se le impuso una pena de 4 años de prisión que no llegó a cumplir gracias a una cierta abertura política de la época. En 1853 pidió formalmente incorporarse en una de las comunas icarianas de Estados Unidos, y pese a ser aceptado decidió quedarse en España para formar parte de la dirección del Partido Demócrata, aprovechando el cambio político del bienio progresista.
Posteriormente dirigió su atención hacia la ciencia y la ingeniería, mientras para sobrevivir se dedicó a la impresión de cartapacios. Volvió a retomar su actividad editora en 1864 con la publicación del Almanaque democrático, junto con Anselmo Clavé. En 1869 publicó el libro La submisión de las mujeres, un alegato protofeminista sobre la defensa de la igualdad de derechos de las mujeres.

### El Ictíneo
Refugiado en Cadaqués a causa de sus actividades políticas, donde se ganó la vida como pintor de retratos, observó la difícil y peligrosa labor de los recolectores de coral. Esto le llevó a reflexionar sobre las posibilidades de la navegación submarina y, cuando volvió a Barcelona, en septiembre de 1857 organizó, con amigos ampurdaneses, la primera sociedad comercial de España dedicada a la explotación de este tipo de navegación con el nombre de Monturiol, Font, Altadill y Cía., dotada con un capital de 10 000 pesetas.

En 1858, una vez conseguidos los primeros fondos, presentó su proyecto en un opúsculo titulado El Ictíneo o barco-pez. Su primer submarino, el Ictíneo I, fue botado en el puerto de Barcelona el 28 de junio de 1859, y tras una serie de inmersiones en privado, hizo su presentación pública el 23 de septiembre. Ante accionistas, prensa y público en general logró hacer navegar el barco completamente sumergido durante 2 horas y 20 minutos a una profundidad de 20 m, y hacerlo volver a la superficie.

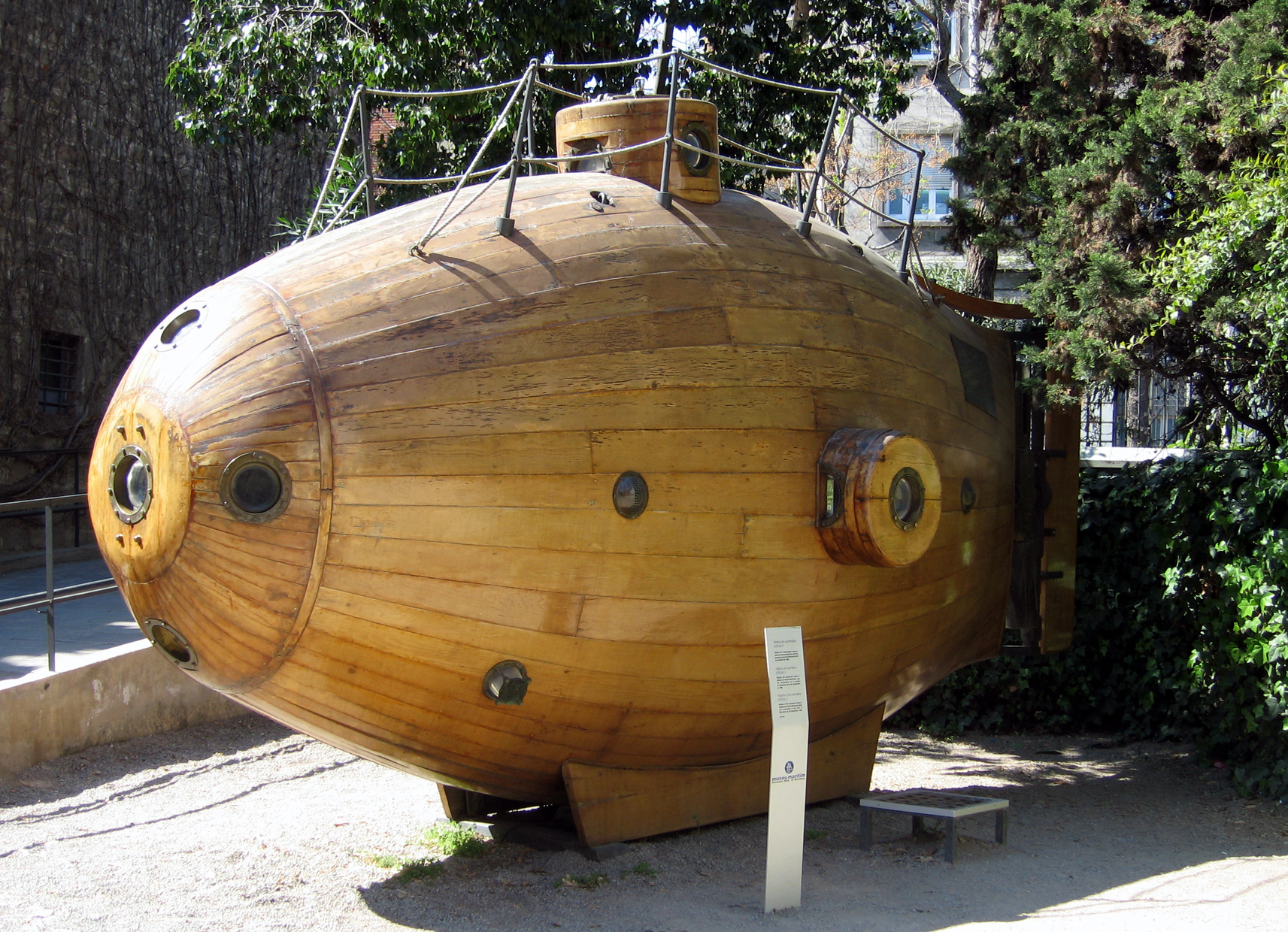
Réplica del Ictíneo I delante del Museo Marítimo de Barcelona.

Las pruebas oficiales se llevarían a cabo en el puerto de Alicante el 7 de marzo de 1861, con presencia de autoridades de la Marina; el gobierno de Isabel II nombró a varias comisiones de estudio con vistas a ofrecer una ayuda al proyecto que nunca llegó, a pesar del entusiasmo popular y el apoyo de las Sociedades Económicas de Amigos del País. Como consecuencia, Monturiol escribió una carta a la ciudadanía, animando a una suscripción nacional, con la que consiguió 300.000 pesetas de los ciudadanos españoles. Con el capital obtenido, se constituyó la empresa La Navegación Submarina con el proyecto de desarrollar el Ictíneo II.
El Ictíneo II atrajo un cierto interés de las altas instancias militares. Este nuevo submarino, que estaba dotado de un sistema de propulsión anaeróbica, fue botado en el puerto de Barcelona el 2 de octubre de 1864. A pesar de estos éxitos, en 1867 su compañía quebró y, ante la falta de apoyo, Monturiol decidió desmantelar el submarino y abandonar el proyecto. Quedan, sin embargo, los escritos editados durante su desarrollo, y su póstumo Ensayo sobre el arte de navegar por debajo del agua.

### Últimos años
A partir de 1868 regresó a la actividad política. Como miembro del Partido Federal, fue diputado por Manresa a las Cortes Constituyentes de la Primera República Española en 1873 y, poco después, fue nombrado director de la Fábrica Nacional de Moneda y Timbre, con sede en Madrid, cargo que ejerció durante los meses que perduró el régimen republicano y donde puso en práctica un proceso de su invención para incrementar la velocidad de producción de papel adhesivo.

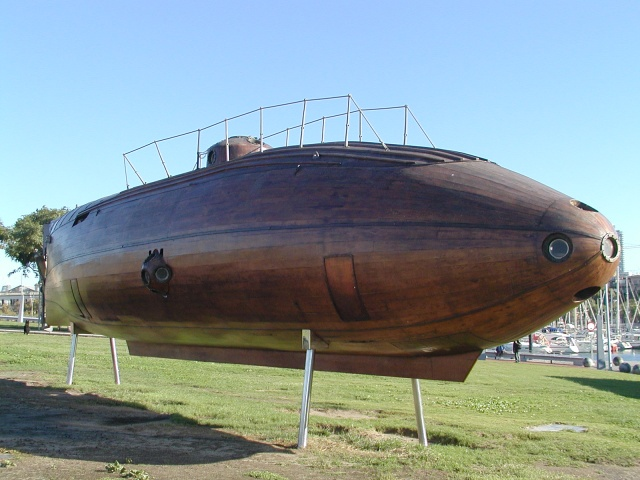
Réplica del submarino de madera Ictíneo II en el Puerto Viejo de Barcelona.

Otras invenciones suyas fueron una máquina para hacer cartapacios, una máquina para hacer cigarrillos (la única que patentó, en 1866); unos piensos para conejos hechos a partir de madera de sauce, un procedimiento de fabricación de jabón en frío; unas suelas de zapatos sintéticas, una cola líquida para madera; unas camisas para cilindros de motor, un betún para zapatos, un velógrafo o aparato destinado a la obtención de copias de un original escrito o dibujado, un proyecto de un tranvía funicular para Tarragona, un proyecto para llevar a Barcelona las aguas del Ter, un receptor giratorio de vapor, y un sistema de conservación de carnes, entre otras.
En 1882 todavía publicó un diario, El Anunciador Financiero. Murió en 1885, arruinado y completamente olvidado, en San Martín de Provensals, una antigua población actualmente agregada en Barcelona, donde en los años 1846-1847 un grupo de cabetianos catalanes habían fundado una comunidad icariana. Enterrado en el Cementerio Este de Barcelona, su epitafio reza: 

Aquí yace D. Narciso Monturiol, inventor del Ictíneo, primer buque submarino, en el cual navegó por el fondo del mar en aguas de Barcelona y Alicante en 1859, 1860, 1861 y 1862.

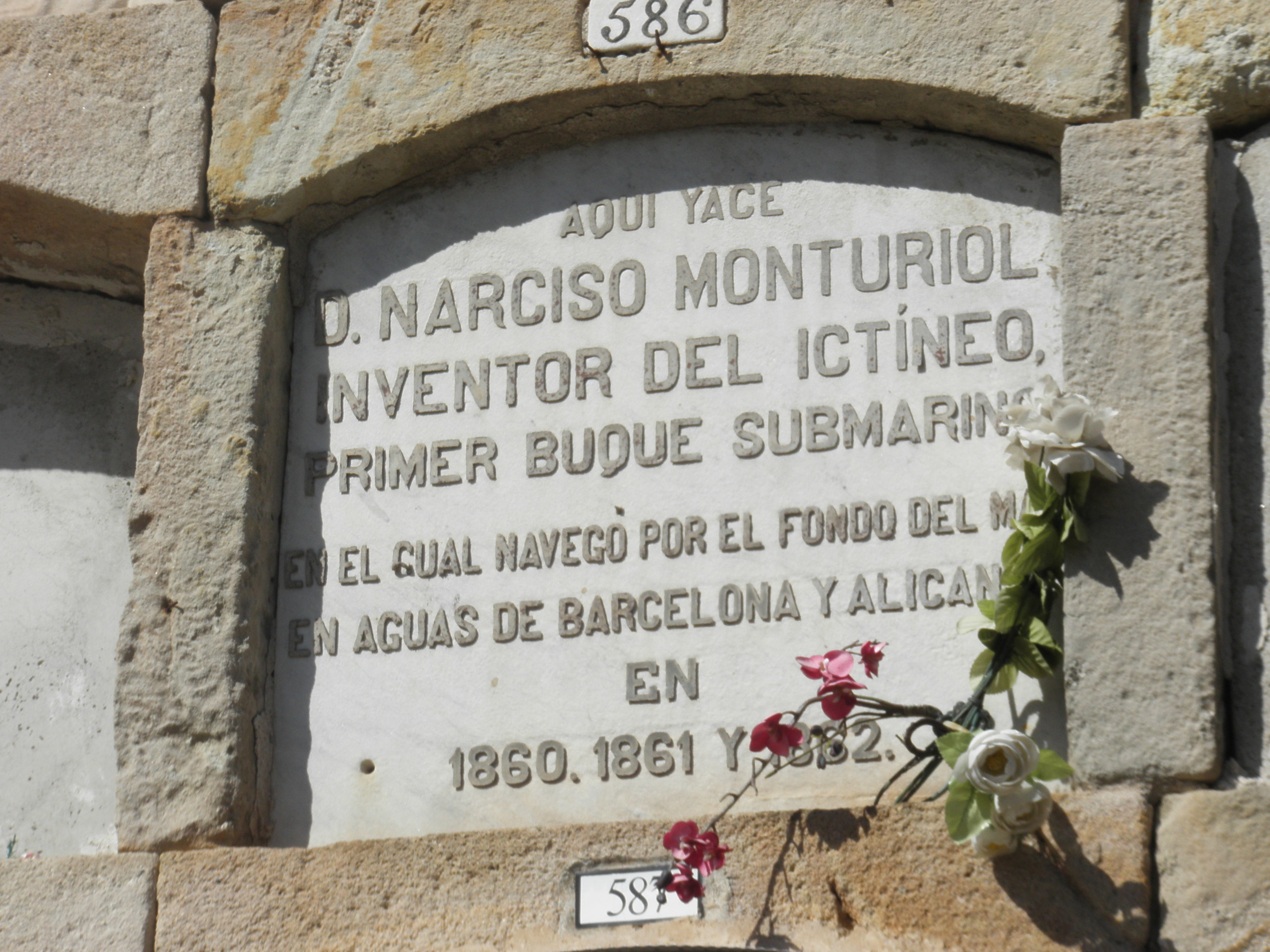
Tumba de Narciso Monturiol.

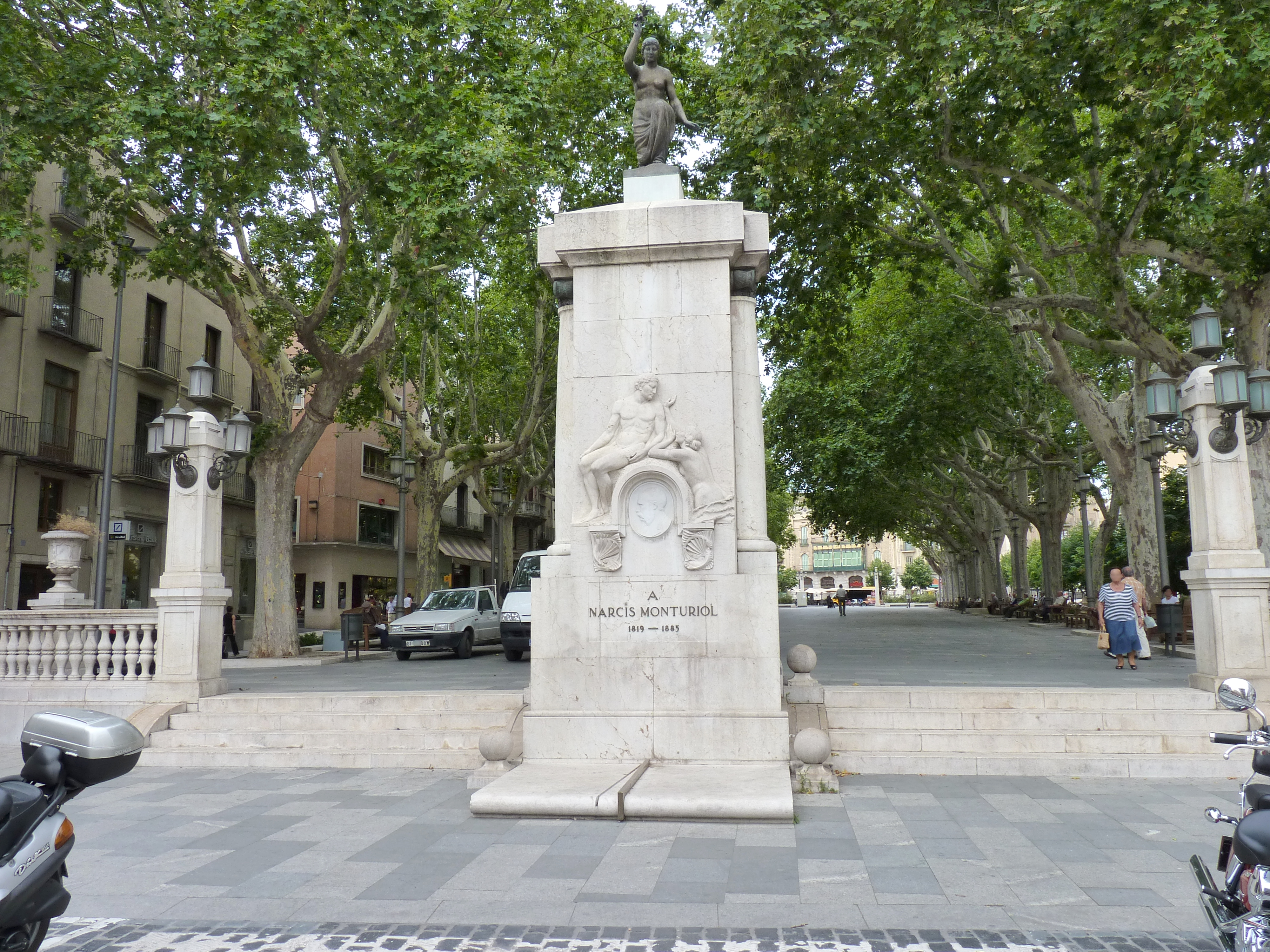
Monumento a Narciso Monturiol (en la ciudad de Figueras).

En 1972 sus restos fueron trasladados a Figueras para ser inhumados en el Panteón de Hombres Ilustres del cementerio municipal.

## Obras
- Un reo de muerte. Las ejecuciones y los espectadores: consejos de un padre a sus hijos  (1844)
- El Ictíneo o barco-pez (1858)
- Memoria sobre la navegación submarina (1860)
- Estudios de Historia Natural
- Del magnetismo terrestre
- Estudio de las corrientes marinas
- Descubrimiento del Polo
- La gravitación universal
- La submisión de las mujeres (1869)
- De qué manera soy comunista (folleto)
- Mi credo comunista (folleto)
- Ensayo sobre el arte de navegar por debajo del agua (póstuma-1891)[21]

## Legado

### Cultura popular
El director Francesc Bellmunt realizó una película biográfica en 1993 sobre la vida de Monturiol titulada Monturiol, el senyor del mar.
La Generalidad de Cataluña otorga un premio al progreso científico y tecnológico de Cataluña desde 1982 denominado Premio Narcís Monturiol.
Hay varios monumentos en honor al ingeniero catalán como el monumento a Narcís Monturiol de 1963 del escultor Josep Maria Subirachs, situado en la avenida Diagonal de Barcelona, el monumento de la Rambla de Figueres inaugurado en 1918, o las réplicas del Ictíneo I en el Museo Marítimo de Barcelona y del Ictíneo II en el Puerto Viejo de Barcelona.

### Armada Española
La Armada Española ha utilizado el nombre de Narciso Monturiol en cuatro de sus submarinos. El primero fue el Narciso Monturiol (A-1), un submarino de fabricación italiana, activo en la Armada Española desde 1917 a 1934. Los Narciso Monturiol (S-33) y Narciso Monturiol (S-35) fueron dos submarinos de la clase Balao que combatieron con la Armada de los Estados Unidos en la Guerra del Pacífico, y que posteriormente pasaron a formar parte de la Armada Española recibiendo el nombre de Narciso Monturiol. El último submarino de la Armada Española en llevar el nombre del ingeniero es el Narciso Monturiol (S-82), que inició su construcción en 2007.